# Blattella cavernicola
Blattella cavernicola es una especie de cucaracha del género Blattella, familia Ectobiidae, orden Blattodea.

## Distribución
Se distribuye por Malasia (estado de Malaca), Indonesia (Sumatra) e isla de Borneo.

## Taxonomía
Fue descrita por Shelford en 1907 y publicada en Shelford. 1907. On some new species of Blattidae in the Oxford and Paris Museums. Annals and Magazine of Natural History (Ann. Mag. nat. Hist.) 19(7):25-49.